# لری فلینت
لری کلاکستون فلینت جونیور (به انگلیسی: Larry Claxton Flynt Jr.)؛ (زاده ۱ نوامبر ۱۹۴۲ در شهرستان مگافین – درگذشته ۱۰ فوریهٔ ۲۰۲۱ در لس آنجلس) ناشر و بنیانگذار انتشارات لری فلینت بود که در زمینه پورن فعالیت می‌کرد.

## زندگی و حرفه
لری فلینت، کار خود را با خرید یک میخانه ورشکسته آغاز کرد و آنرا به یک شرکت بزرگ چند میلیارد دلاری تبدیل کرد.
او ناشر مجله هاسلر بود که در اوج کار خود، ماهانه ۳ میلیون نسخه از آن به فروش می‌رفت.
در ۶ مارس ۱۹۷۸ و در جریان دادگاه برای بررسی رفتارهای غیراخلاقی وی در شهرستان گوینت، جورجیا، جوزف پاول فرانکلین در بیرون از دادگاه به او شلیک کرد و از کمر به پایین، فلج شد. فرانکلین، هوادار برترپنداری نژاد سفید و از انتشار تصویر آمیزش جنسی بین نژادهای مختلف در مجبه هاسلر، ناخرسند بود.
لری فلینت برای برخی افراد، اسطوره آزادی بیان بود. او می‌گفت پورنوگرافی، بهای زندگی در جامعه آزاد است و آزادی یعنی تحمل چیزهایی که دوست ندارید. اما فمینیست‌ها با او دشمن بودند.
لری فلینت فردی بی‌حیا و گستاخ بود و همیشه دوست داشته به همه به اندازه برابر، توهین کند.
لری فلینت در سال ۲۰۰۳ (میلادی) برای بدست گرفتن فرمانداری کالیفرنیا به رقابت پرداخت. اما آرنولد شوارتزنگر برنده شد.
او دربارهٔ ارتباط سکس و سیاست گفته بود که از دوران بنیانگذاران آمریکا همیشه از سکس برای بی‌آبرو کردن سیاستمداران استفاده می‌شده‌است.
فیلم مردم علیه لری فلینت بیانگر زندگی وی است.